# ジャン・ソンマン
ジャン・ソンマン（朝鮮語: 장송만、1985年8月17日- ）は、北朝鮮南浦特別市出身の卓球選手。
2008年北京オリンピックでは2回戦で何志文を破ったが、3回戦で李静に敗れた。
2012年ロンドンオリンピックの団体戦にも出場した。
世界卓球選手権には2011年に個人戦、2008年、2010年、2012年に団体戦に出場している。
カットの鋭い切れ味と強靭なフットワークが特徴。